# Baltazar Vijolić
Baltazar Vijolić je hrvatski književnik. Bio je dijelom plejade hrvatskih svećenika pripovjedača iz prve polovice 19. stoljeća.